# Brian Lugo
Brian Lugo Silva (Montevideo, 5 de enero de 1991) es un futbolista uruguayo que juega en el Club Atlético Terremoto de la Tercera División de Uruguay.

## Trayectoria
Lugo se desenvuelve en la posición de mediocampista ofensivo o media punta. Se caracteriza por tener buen pie, tanto para asistir como para definir, además de tener una importante velocidad para transportar el balón y driblear.
Realizó divisiones inferiores en Club Nacional de Football, donde obtuvo varios títulos juveniles. En el año 2009 pasa al también uruguayo Club Atlético River Plate, en donde debuta profesionalmente. En el 2010 formó parte de la Preselección Sub-20 de la Selección Uruguaya.
En el año 2011 es contratado por el Club Sport Emelec, donde debutó en un torneo internacional al jugar la Copa Sudamericana 2011. Fue subcampeón del Ecuador, en este club jugó 3 partidos en la Reserva, 4 en el Campeonato Ecuatoriano, 1 en la Copa Sudamericana, y 2 amistosos.
En el año 2012 vuelve al Club que lo hizo debutar profesionalmente, el Club Atlético River Plate. Luego juega en Operário Ferroviário Esporte Clube de Brasil, en Villa Teresa de Uruguay y en Deportes Concepción de Chile.
Luego vuelve al futbol uruguayo.

## Clubes
| Club                | País          | Año           | Part. | Goles | Prom. |
| ------------------- | ------------- | ------------- | ----- | ----- | ----- |
| River               | Uruguay       | 2010-2011     | 18    | 3     | 0.17  |
| Emelec              | Ecuador       | 2011-2012     | 5     | 0     | 0     |
| River               | Uruguay       | 2012          | 4     | 0     | 0     |
| Ferroviário         | Brasil        | 2013          | 0     | 0     | 0     |
| Villa Teresa        | Uruguay       | 2013-2014     | 21    | 0     | 0     |
| Deportes Concepción | Chile         | 2014-2015     | 20    | 0     | 0     |
| Cerro Largo         | Uruguay       | 2015          | 4     | 0     | 0     |
| Cerro               | Uruguay       | 2016-2017     | 13    | 1     | 0.08  |
| Sud América         | Uruguay       | 2018          | 16    | 0     | 0     |
| Fénix               | Uruguay       | 2019          | 19    | 2     | 0.11  |
| Terremoto           | Uruguay       | 2023-Act.     | 3     | 2     | 0.67  |
| Total carrera       | Total carrera | Total carrera | 123   | 8     | 0.07  |

## Selección nacional
| Año  | Categoría           | Selección                 |
| ---- | ------------------- | ------------------------- |
| 2010 | Preselección Sub-20 | Selección Uruguaya Sub-20 |

## Palmarés

### Campeonatos nacionales
- Subcampeón Serie A de Ecuador 2011.

### Copas amistosas
- Campeón Copa Lautaro Andrade 2011.[2]

### Torneos juveniles
- Campeón Torneo Apertura 2009, Sub-20.
- Campeón Uruguayo 2009 Sub-20.
- Campeón Torneo Uruguayo  2007, Sub-17.
- Campeón Torneo Clasificatorio 2008, Sub-19.
- Campeón Punta Cup 2009.
- Campeón Punta Cup 2008.